# Parthenocissus henryana
Parthenocissus henryana är en vinväxtart som först beskrevs av William Botting Hemsley, och fick sitt nu gällande namn av Diels & Gilg. Parthenocissus henryana ingår i släktet vildvinssläktet, och familjen vinväxter. Utöver nominatformen finns också underarten P. h. hirsuta.